# 紐堡市 (紐約州)
纽堡（Newburgh）是美国纽约州奥兰治县的一座城市，位于纽约市北部97公里，奥尔巴尼以南140公里，在哈德逊河上。 纽堡是纽约都会区的一部分。 纽堡地区首先由德国人和英国人在18世纪初定居。 在美国革命期间，纽堡担任大陆军总部。 在1865年建制之前，纽堡市是纽堡镇的一部分; 该镇现在北部和西部与城市接壤。 城市东部是哈德逊河; 比肯市横跨河流; 并通过纽堡-比肯桥连接到纽堡。 城市的整个南部边界是新温莎镇。 这个边界大部分由Quassaick Creek组成。 2016年5月，该市自来水受全氟辛烷磺酸（PFOS）污染问题已申请超级基金帮助。